# Leptoclinides diemenensis
Leptoclinides diemenensis är en sjöpungsart som beskrevs av Wilhelm Michaelsen 1924. Leptoclinides diemenensis ingår i släktet Leptoclinides och familjen Didemnidae. Inga underarter finns listade i Catalogue of Life.